# Przegląd Intendencki
Przegląd Intendencki – polski kwartalnik o tematyce wojskowej w specjalności intendentury, ukazujący się w latach 1926-1939 nakładem Koła Oficerów Intendentów.
Poruszał zagadnienia administracyjne, ekonomiczne, techniczne i produkcyjne związane z działalnością intendentury w czasie pokoju jak i wojny.
Ogółem ukazały się 54 numery tego pisma.

## Redaktorzy naczelni
- ppłk int. Henryk Stypułkowski (1926-1927)
- kpt./ mjr dypl. int. dr Jan Aleksy Wilczyński (1928-1939)

## Autorzy
- płk int. Henryk Eile
- mjr int. Alfred Staff